# Wrest Park
Wrest Park är en park i Storbritannien.   Den ligger i riksdelen England, i den södra delen av landet, 60 km norr om huvudstaden London. Wrest Park ligger 55 meter över havet.
Terrängen runt Wrest Park är platt. Runt Wrest Park är det tätbefolkat, med 308 invånare per kvadratkilometer. Närmaste större samhälle är Luton, 14,0 km söder om Wrest Park. Trakten runt Wrest Park består till största delen av jordbruksmark.